# Lasioglossum cyaneonotum
Lasioglossum cyaneonotum är en biart som först beskrevs av Crawford 1907.  Lasioglossum cyaneonotum ingår i släktet smalbin, och familjen vägbin. Inga underarter finns listade i Catalogue of Life.